# Fannia roigi
Fannia roigi är en tvåvingeart som beskrevs av Dominguez 2007. Fannia roigi ingår i släktet Fannia och familjen takdansflugor. Inga underarter finns listade i Catalogue of Life.